# Schaumburger Verkehrs-Gesellschaft
Die Schaumburger Verkehrs-GmbH (SVG) ist ein regionales Verkehrsunternehmen im Landkreis Schaumburg.
Das Unternehmen führt unter der Regie des Eigentümers der Reisen Service Omnibusverkehre GmbH auf 23 Linien den öffentlichen Personennahverkehr im Raum Stadthagen durch.

## Geschichte

Logo der Schaumburger Verkehrsgesellschaft bis 2015

Logo von 2016 bis 2020 (Wurde nie auf den Fahrzeugen verwendet)

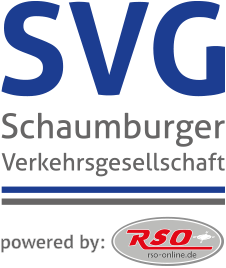
Logo von 2020 bis 2022

Die heutige SVG entstand im Januar 1991 aus der Zusammenführung der Linien des Vorläufers Schaumburger Verkehrs-GmbH, einer Tochter der DEG, und der Regionalverkehr Hannover. Gesellschafter waren DEG und Regionalverkehr, später deren Nachfolger Transdev und Regiobus Hannover.
Im Jahre 1998 wurde mit dem Unternehmen Ruhe-Reisen GmbH die gemeinsame Tochtergesellschaft Schaumburger Bus-Service GmbH (SBS) gegründet. Dieses Tochterunternehmen ist für den Bau und den Betrieb des gemeinsamen Betriebshofes verantwortlich.
Am 1. September 2000 wurde der Betriebshof in Stadthagen eröffnet.
Am 7. Mai 2020 wurde bekannt, dass die beiden bisherigen Eigentümer der SVG Transdev GmbH 50 % und regiobus Hannover 49 % ihre kompletten Anteile an die Rottmann & Spannuth Omnibusverkehre GmbH verkauft haben, einer der Hauptgründe sei, dass die beiden ehemaligen SVG-Inhaber sich aus konzernstrategischen Gründen aus dem Schaumburger Raum zurückziehen wollten.
Darüber hinaus war noch bekannt gemacht worden, dass mit hoher Wahrscheinlichkeit 50 % der Anteile an der SVG zum 1. Juli 2020 von der Verkehrsbetriebe Extertal mit ihren Tochterunternehmen Karl Köhne Omnibusbetriebe GmbH übernommen werden sollten. Dieses ist allerdings nicht geschehen.

## Linienübersicht
Die SVG betreibt folgende Linien:
- 2001 Stadthagen – Obernwöhren
- 2002 Stadthagen – Steinhude
- 2003 (Stadtbus Stadthagen) Stadthagen, Bahnhof – GS Am Sonnenbrink – Stadthagen, ZOH Jahnstraße – Kreisverwaltung – St. Annen – Drosselgasse – Stadthagen, Schloss – Am Krankenhaus – Jägerhof/Ostring – Glückauf-Str. – Augenarztzentrum – Möbel Heinrich – Klosterfeld – Johannishof – Niederntor – Stadthagen, ZOB – Stadthagen, Bahnhof
- 2004 (Bad Nenndorf –) Stadthagen – Bückeburg – Minden
- 2006  Stadthagen – Obernkirchen – Rinteln
- 2008  Stadthagen – Lindhorst – Rodenberg
- 2010  Steinhude – Sachsenhagen – Stadthagen
- 2014  Stadthagen – Apelern – Pohle – Lauenau
- 2015  Bad Nenndorf – Rodenberg – Soldorf – Reinsdorf – Wiersen
- 2016  Bad Nenndorf – Rodenberg – Lauenau – Pohle – Messenkamp (– Schmarrie)
- 2020  Rinteln – Rehren – Lauenau (– Bad Nenndorf – Haste)
- 2021  Rinteln – Rolfshagen – Kathrinhagen – Rehren
- 2022  Rinteln – Exten – Friedrichswald – Heßlingen
- 2023  Rehren – Rolfshagen – Obernkirchen
- 2024  Rinteln – Exten – Hohenrode – Rumbeck
- 2025  Rinteln – Porta Westfalica-Kleinenbremen – Bückeburg
- 2026  Bückeburg – Obernkirchen – Krainhagen
- 2121  Stadthagen – Niedernwöhren – Loccum
- 2124 Stadthagen – Bückeburg
- 2128 Bückeburg – Nienstädt
- 2131 Bückeburg – Buchholz
- 2132 Bückeburg – Bad Eilsen
- 2133 Stadtverkehr Bückeburg
- 2602  Haste – Bad Nenndorf – Rodenberg – Lauenau (– Eimbeckhausen)